# توماس جيل (سياسي)
توماس جيل (بالإنجليزية: Thomas Ponce Gill)‏ هو محامي وسياسي أمريكي، ولد في 21 أبريل 1922 في هونولولو في الولايات المتحدة، وتوفي بنفس المكان في 3 يونيو 2009. حزبياً، نشط في الحزب الديمقراطي. وقد انتخب نائب حاكم هاواي ‏ (2 ديسمبر 1966 – 2 ديسمبر 1970) وانتخب عضو مجلس النواب في هاواي وانتخب عضو مجلس النواب الأمريكي (3 يناير 1963 – 3 يناير 1965).